# La Noë-Blanche
La Noë-Blanche (en bretó Ar Wazh-Wenn) és un municipi francès, situat a la regió de Bretanya, al departament d'Ille i Vilaine. L'any 2006 tenia 978 habitants.

## Demografia
| 1962                                       | 1968 | 1975 | 1982 | 1990 | 1999 | 2007 |
| ------------------------------------------ | ---- | ---- | ---- | ---- | ---- | ---- |
| 666                                        | 744  | 730  | 878  | 862  | 828  | 970  |
| Des de 1962: població sense dobles comptes |      |      |      |      |      |      |

## Administració
| Període   | Identitat        | Partit |
| --------- | ---------------- | ------ |
| 2001-2008 | Pierre Bourdaud  |        |
| 2008-     | Christine Gardan |        |